# Xilema
El xilema és el teixit conductor de què disposen les plantes vasculars per conduir la saba de l'arrel cap amunt de la planta. En plantes llenyoses hi ha un xilema secundari que és el que origina la fusta.

## Components
El xilema està constituït per elements conductors i no conductors. Els primers inclouen les traqueides i els membres de vasos; ambdós tipus de cèl·lules esdevenen plenament funcionals quan moren. Els elements no conductors inclouen les fibres i el parènquima.
Les traqueides són característiques de les plantes gimnospermes mentre que a les angiospermes trobem tant traqueides com membres de vasos.
Les fibres confereixen major fortalesa a la tija.
El parènquima és constituït per cèl·lules vives que acompanyen al xilema. A través d'elles es carreguen al xilema els productes que seran transportats.

## Mecanisme de transport de la saba
El moviment és en un sol sentit, de l'arrel a les fulles i físicament és més per difusió cel·lular que per capil·laritat
La solució del sòl està més diluïda que la de les cèl·lules de les arrels i hi ha un efecte d'òsmosi que crea una pressió en l'arrel suficient només per elevar l'aigua uns pocs decímetres i és l'efecte de la transpiració foliar el que contribueix principalment al moviment de la saba.